# Gladstone (Queensland)
Gladstone – miasto portowe w Australii, w stanie Queensland, położone nad Morzem Koralowym. Znajduje się około 550 kilometrów od Brisbane, stolicy stanu Queensland. Według spisu ludności przeprowadzonego w 2016, miasto liczy sobie około 33418 mieszkańców.
W mieście rozwinął się przemysł mięsny oraz cementowy.

## Historia
Przed przybyciem angielskich osadników region miasta był zamieszkany przez plemiona Aborygenów. Pierwszymi Anglikami w rejonie była załoga HMB Endeavour pod dowództwem Jamesa Cooka, którzy przepłynęli obok obecnego portu w Gladstone w maju 1770 roku. Osada, która stała się obecnym Gladstone, została założona między 1853 a 1854 rokiem, a w 1863 miejscowość uzyskała prawa miejskie. Miasto zostało nazwane na cześć brytyjskiego premiera Williama Ewarta Gladstone, którego pomnik stoi obecnie w muzeum w Gladstone.